# Dasypogon bromeliifolius
Dasypogon bromeliifolius, polugrm ili grm, čupava trajnica iz Zapadne Australije. Kao endem raste jedino u priobalnom području od rijeke Moore do rijeke Fitzgerald.. Naraste do 1,5 m u visinu